# María Berrío

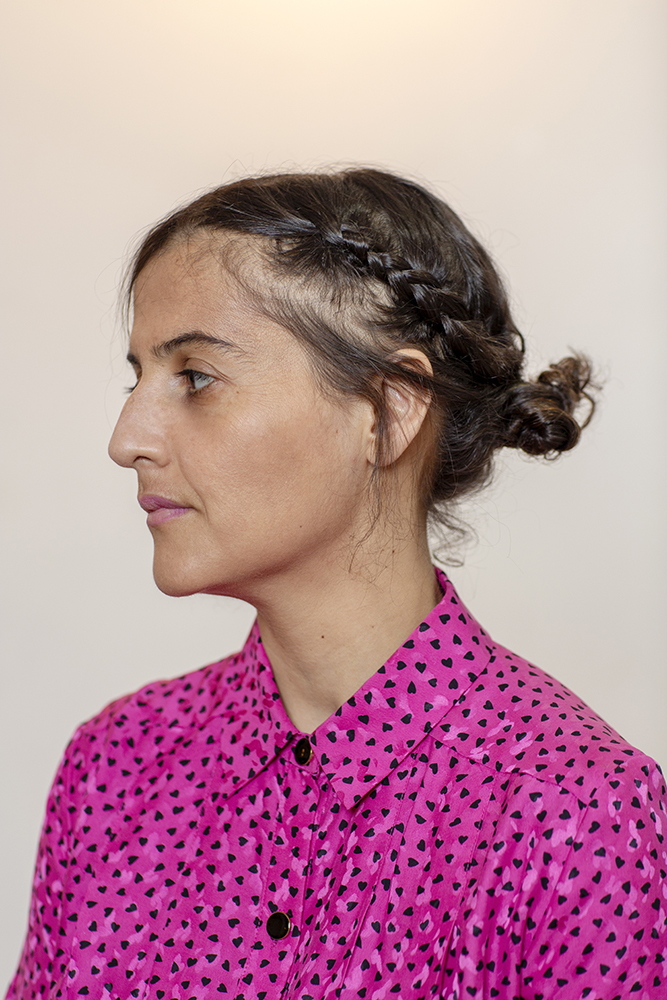
María Berrío (2019)

María Berrío (geboren 1982 in Bogotá, Kolumbien) ist eine bildende Künstlerin, die in Brooklyn, New York lebt und arbeitet. Sie ist bekannt für ihre großformatigen Collagen aus Japanpapier und Aquarellfarben.

## Leben und Werk
Maria Berrío verbrachte ihre Kindheit in Kolumbien und zog als Jugendliche in die USA. 2004 erwarb sie ihren Bachelor of Fine Arts an der Parsons School of Design; 2007 schloss sie ihre künstlerische Ausbildung mit einem Master of Fine Arts an der School of Visual Arts in New York ab.
Inspiration für ihre Kunst schöpft Berrío aus der südamerikanischen Folklore und Literatur sowie ihren Kindheitserinnerungen aus Kolumbien. In ihren Collagen beschäftigt sie sich mit zeitgenössischen, politischen Themen und verbindet Elemente des Magischen Realismus mit ihren Erfahrungen als lateinamerikanische Frau.
Die Künstlerin baut ihre Collagen auf gespannten Leinwänden auf. Der größte Teil der Oberfläche ist mit Papier bedeckt, das entweder bemalt oder bedruckt ist. Dabei verwendet sie Papier wie Farbe, indem sie schmale, spitz zulaufende Streifen aufträgt, um Körper zu konturieren, oder winzige Flocken, um einen komplizierten Blumendruck zu erzeugen. Zusätzlich zeichnet Berrío einige Details wie Gesichter und Hände ein. Die Bilder sind im wahrsten Sinne des Wortes Patchworks, zusammengesetzt aus Versatzstücken.
Im Jahr 2021 wurde Berrío mit dem Fellowship der Joan Mitchell Foundation ausgezeichnet.
Werke von Berrío befinden sich in der ständigen Sammlung von zahlreichen Museen; u. a. des Brooklyn Museum, des Hirshhorn Museum and Sculpture Garden, des ICA – Institute of Contemporary Art Boston, des Los Angeles County Museum of Art (LACMA), des Metropolitan Museum of Art, des Museum of Contemporary Art (Chicago), des Pérez Art Museum, des Philadelphia Museum of Art, des Yuz Museum in Shanghai sowie des Whitney Museum of American Art.

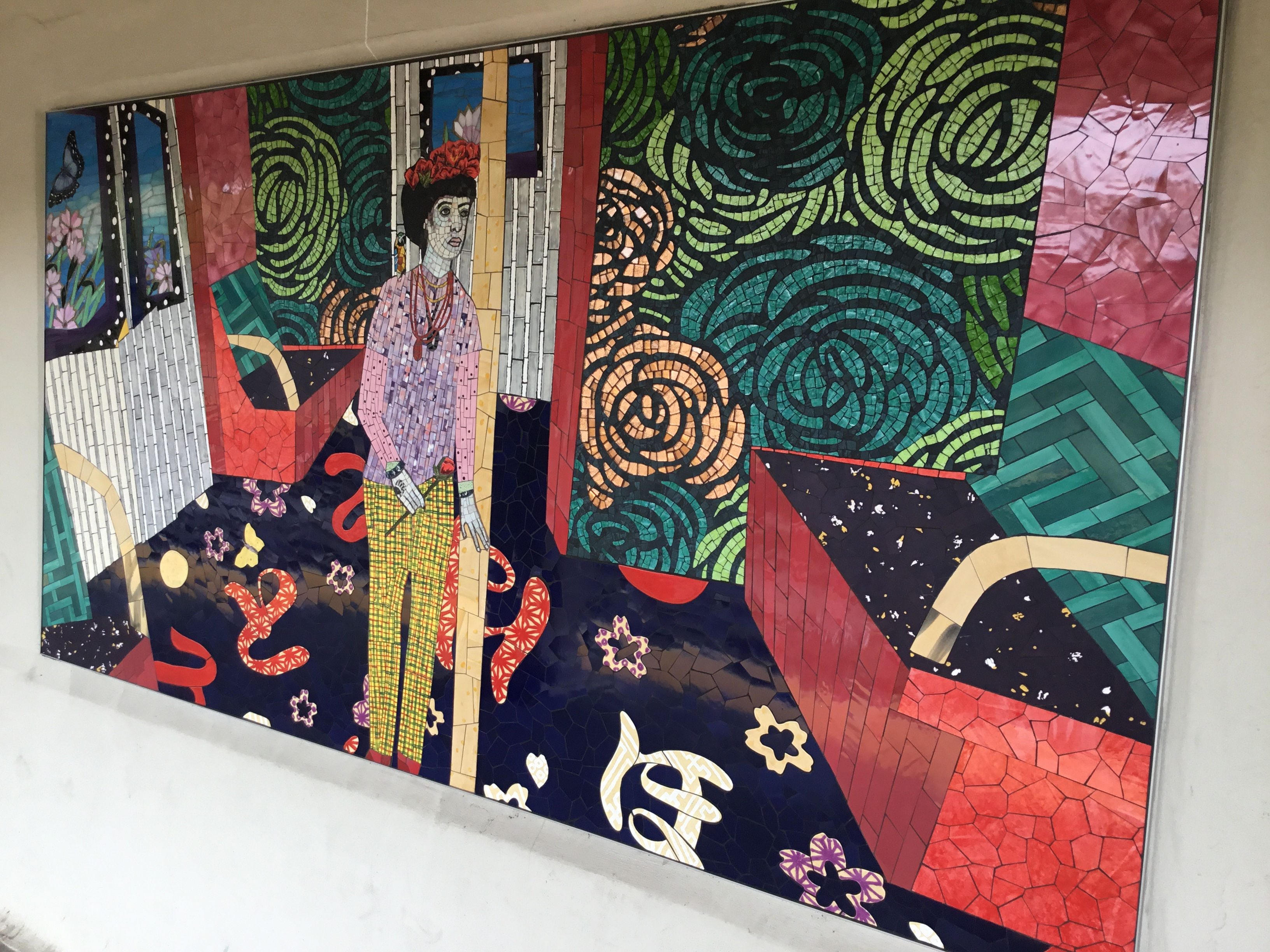
Detailansicht There is Magic Underneath it All, Fort Hamilton Parkway U-Bahnstation, 2019

Darüber hinaus ist Berríos Kunst auch im öffentlichen Raum sichtbar. 2019 schuf sie ein Kunstwerk für die Fort Hamilton Parkway U-Bahnstation in Brooklyn. Die Arbeit mit dem Titel There is Magic Underneath it All besteht aus 14 großformatigen Mosaiken aus Glas und Keramik, die von beiden Seiten des Bahnsteigs aus betrachtet werden können. Die surrealen und fantastischen Kompositionen zeigen Figuren, die Instrumente spielen, Tiger, Schwäne, Papageien, Schmetterlinge und sind durchzogen von lebhaften Mustern.

## Ausstellungen (Auswahl)

### Einzelausstellungen
- 2015 María Berrío: The Harmony of the Spheres, Praxis Gallery, New York
- 2017 María Berrío: In a Time of Drought, Praxis International Gallery, New York
- 2019 María Berrío: A Cloud's Roots, Kohn Gallery, Los Angeles
- 2020 María Berrío: Flowered Songs and Broken Currents, Victoria Miro, London
- 2021 María Berrío: Esperando mientras la noche florece (Waiting for the Night to Bloom), The Norton Museum of Art, West Palm Beach, Florida, USA
- 2023 María Berrío: The Children’s Crusade, ICA Boston, USA

### Gruppenausstellungen
- 2015 CUT N MIX, El Museo del Barrio, New York, NY, USA
- 2018 People Get Ready at Nasher Museum of Art, Durham, North Carolina, USA
- 2019 María Berrío, Caroline Walker, Flora Yukhnovich, Victoria Miro, London
- 2019 Present Tense: Recent Gifts of Contemporary Art, Philadelphia Museum of Art, Pennsylvania, USA
- 2020 Labor: Motherhood & Art in 2020, University Art Museum at New Mexico State University, Las Cruces, USA
- 2021 Born in Flames: Feminist Futures, Bronx Museum of the Arts, New York, USA
- 2022 Women Painting Women, The Modern, Fort Worth, Texas, USA
- 2022 A Natural Turn, The DePaul Art Museum, Chicago, USA
- 2023 Spirit in the Land, Nasher Museum of Art at Duke University, Durham, North Carolina, USA